# 上田慎一郎
上田 慎一郎（うえだ しんいちろう、1984年4月7日 - ）は、日本の映画監督。滋賀県伊香郡木之本町（現：長浜市）出身。株式会社PANPOCOPINA（エイベックス・ピクチャーズ業務提携）取締役。妻は同じく映画監督のふくだみゆき。

## 来歴
木之本町立木之本中学校在学時から、父親のハンディカムで友人と自主映画を撮り始める。滋賀県立長浜高等学校在学時も自主映画を撮り続け、文化祭での上映を行っていたところ、演劇部の顧問に声をかけられ高校2年生の終わり頃に演劇部に入部。演劇部では舞台劇の脚本・演出を担当し、高校3年生時に創作した作品は2002年度近畿高等学校総合文化祭で上演、春秋座の招待公演「演じる高校生」でも上演された。
高校卒業後も独学で映像を撮り続け、ハリウッドを目指すために大阪府内の英語の専門学校に通うも馴染む事が出来ず2ヶ月で退学する。20歳頃からは一度映画制作から離れ、ヒッチハイクで上京するものの詐欺に遇ったり、SF小説の自費出版をしたりするなどして借金を複数回抱え、ホームレス生活も経験する。
SF小説の展開に失敗した25歳の頃に改めて映画監督になる決意を固め、2009年に自主映画団体「STUDIOMAYS」に参加。その後、同団体で長編映画を撮るために集めたメンバーを率いて独立し、同年に映画製作団体「PANPOKOPINA」を結成する。数々の短編映画を手掛け、2018年時点、国内外の映画祭で46の賞を獲得してきた。
若手映像クリエイターを支援するSKIPシティ製作による2015年公開のオムニバス映画『4/猫 ねこぶんのよん』の「猫まんま」にて商業作品デビューを果たす。このオムニバス映画は上田を含む若手映画監督4人による短編映画で構成されており、上映館のテアトル新宿では鑑賞者による人気投票が実施された。結果、上田の「猫まんま」が1位を獲得し、その褒賞として2016年にシネ・リーブル池袋にて「猫まんま」と過去の短編3作の特集上映「4/上田 うえだぶんのよん」が行われている。

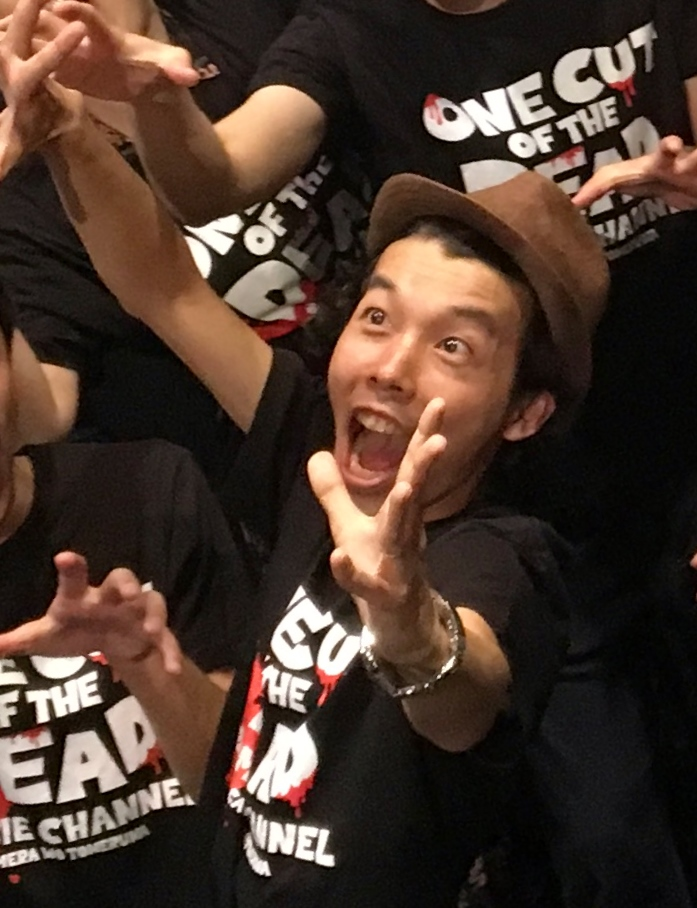
2018年7月、チネチッタでの『カメラを止めるな!』舞台挨拶にて

2017年、ENBUゼミナールのシネマプロジェクトという企画にて制作した映画『カメラを止めるな!』で劇場用長編映画デビューを果たすと、ゆうばり国際ファンタスティック映画祭でゆうばりファンタランド大賞を受賞。2018年6月から劇場公開が始まると低予算のインディーズ映画ながら口コミが広まり、上映館の1つであるK's cinemaでは上映10日間で30回連続満席が続き話題となり、最終的に同館では一度上映を終えるまでの35日間、77回全て満席となった。同作品は公開から約1ヶ月後にアスミック・エースが配給協力に名乗りを挙げ、当初2館の公開から累計300館以上に公開が拡大されることとなり、ロングヒットを続け「映画界のシンデレラストーリー」、「ジャパニーズ・ドリーム」などと称された。同年10月には同作が第31回東京国際映画祭の「Japan Now部門」に選出され、出演キャストらとともにレッドカーペットを歩いた。
上記映画のヒットにより、2018年夏頃より俄かに各種メディアの取り上げが頻繁になり、多くのテレビ番組にゲスト出演。日本テレビ『人生が変わる1分間の深イイ話』で密着取材が行われたり、TBS『中居正広の金曜日のスマイルたちへ』で半生の再現ドラマが製作されたりなどしている。また、上田の他作品にも注目が集まり、過去の短編映画のネット配信や『上田慎一郎ショートムービーコレクション』と称しての全国上映、一部地域のみで上映する予定だった中編映画『たまえのスーパーはらわた』の全国上映が行われたり、最初期に制作した長編映画『お米とおっぱい。』のDVDの発売が決定したりするなど数多くの展開が行われた。果てには一時期借金を抱える原因となったSF小説『ドーナツの穴の向こう側』新装版の発売まで行われた。
2018年10月1日、松竹ブロードキャスティングのオリジナル映画プロジェクトの第7弾の監督に起用されたことが発表された。同プロジェクトによる監督作『スペシャルアクターズ』は2019年の初夏に撮影が行われ、2019年10月に全国約140館で公開。また、同じく2019年の公開作として、『4/猫 ねこぶんのよん』で上田と共に監督を務め、『カメラを止めるな!』でもスタッフとして関わった中泉裕矢、浅沼直也との共同監督によるSKIPシティ彩の国ビジュアルプラザの若手クリエイター支援プロジェクトの『イソップの思うツボ』の製作も進行。同作は2018年内に9日間で撮影が終了し、2019年8月に全国約100館で公開された。なお、この裏では『カメラを止めるな!』のヒットによって様々な人からの助言をもらうが故に深刻なスランプに陥っていたといい、『スペシャルアクターズ』では脚本を全く書けない状態だった。同作はキャスト陣からのアイディア出しなどの協力を得て完成させている。
2009年に立ち上げた映画製作団体「PANPOKOPINA」を2019年1月29日に「株式会社PANPOCOPINA」として法人化。妻のふくだみゆきとともに取締役を務め、上田の幼馴染である音楽家の鈴木伸宏が代表取締役を務める。同社は同年6月20日よりエイベックス・ピクチャーズと業務提携し、メディアやイベントの出演や実演活動のマネジメント業務をエイベックス・ピクチャーズが担当し、また、両社による新規映像作品の制作も検討されている。
2019年11月、滋賀県より文化奨励賞が贈られた。映像関係での滋賀県文化賞等の受賞は吉村公三郎以来38年ぶり。
2020年は新型コロナウイルス感染症の流行で外出自粛が呼びかけられたことで、自身の仕事もいくつか飛んでしまった中、キャストやスタッフと一度も会わない“リモート映画”の制作にいち早く着手。5月1日に『カメラを止めるな!リモート大作戦!』をYouTubeにて無料公開し、再び上田と『カメラを止めるな!』が注目を集めることとなった。のちに、同映画を制作することによって自身の心も救われたと語る。
2020年8月、エイベックス・ピクチャーズとプロダクション・アイジーが製作幹事の実験的映画レーベル「Cinema Lab」への参加を発表。他の参加映画監督に本広克行、押井守、小中和哉がおり、この中では上田が一番の若手となった。10月に設立会見が行われ、『カメラを止めるな!』劇場公開前に本広から本企画について声を掛けられており、その際に「『カメ止め2』を作ってくれ」とリクエストされていたことを明かした。上田は同レーベルの作品として、かつてより温めていた企画の中でも最も問題作だという『ポプラン』を皆川暢二主演で制作。同作は2022年1月に劇場公開。
2020年10月、ソニー・ピクチャーズエンタテインメントによる12人の映像監督による12本の短編映画製作プロジェクト「DIVOC-12」の発表会見に出席。同プロジェクトは新型コロナ禍の影響を受けたクリエイター、俳優らを継続的に活動を続けられるように発足させたプロジェクトで、上田、藤井道人、三島有紀子がそれぞれ3人の新進気鋭の監督と組み、4人体制のチームを結成して、特定条件下での短編映画を制作するというもの。上田は、本プロジェクトでは「感触」というテーマで短編映画を制作する。11月5日に妻のふくだと中元雄と、2021年1月19日に一般公募によって選ばれたエバンズ未夜子とタッグを組むことが発表された。同プロジェクトは2021年10月に劇場公開。
2021年2月、Twitter発4コマ漫画『100日後に死ぬワニ』を原作としたアニメ映画『100日間生きたワニ』の監督・脚本を、アニメ制作経験のある妻のふくだとともに務めることが発表された。ふくだとは、互いの作品を手伝うことは多かったが、同じ立ち位置で監督・脚本を担当するのは本作が初である。初のアニメ映画の監督となるが、原作漫画の連載中である2020年1月時点で映画化を熱望し、上田個人で企画書を作って提案したものである。
2022年11月、映画スタジオ「PICORE」を設立。同スタジオの実験場「PICORE LAB」の第1弾企画としてTikTok向けの縦画面のショートフィルムの制作に着手する。同月末から複数作品の公開を始め、2023年3月23日に投稿した『レンタル部下』は転載したTwitterアカウント上などを含め特に話題を呼んだ。同作は、同年5月の第76回カンヌ国際映画祭で、TikTokとカンヌ国際映画祭によるコラボレーション企画「#TikTokShortFilm コンペティション」第2回のグランプリ受賞が発表された。前年の本木真武太『木って切っていいの?』に引き続き、2年連続で日本人監督による作品がグランプリ受賞となった。

## 人物

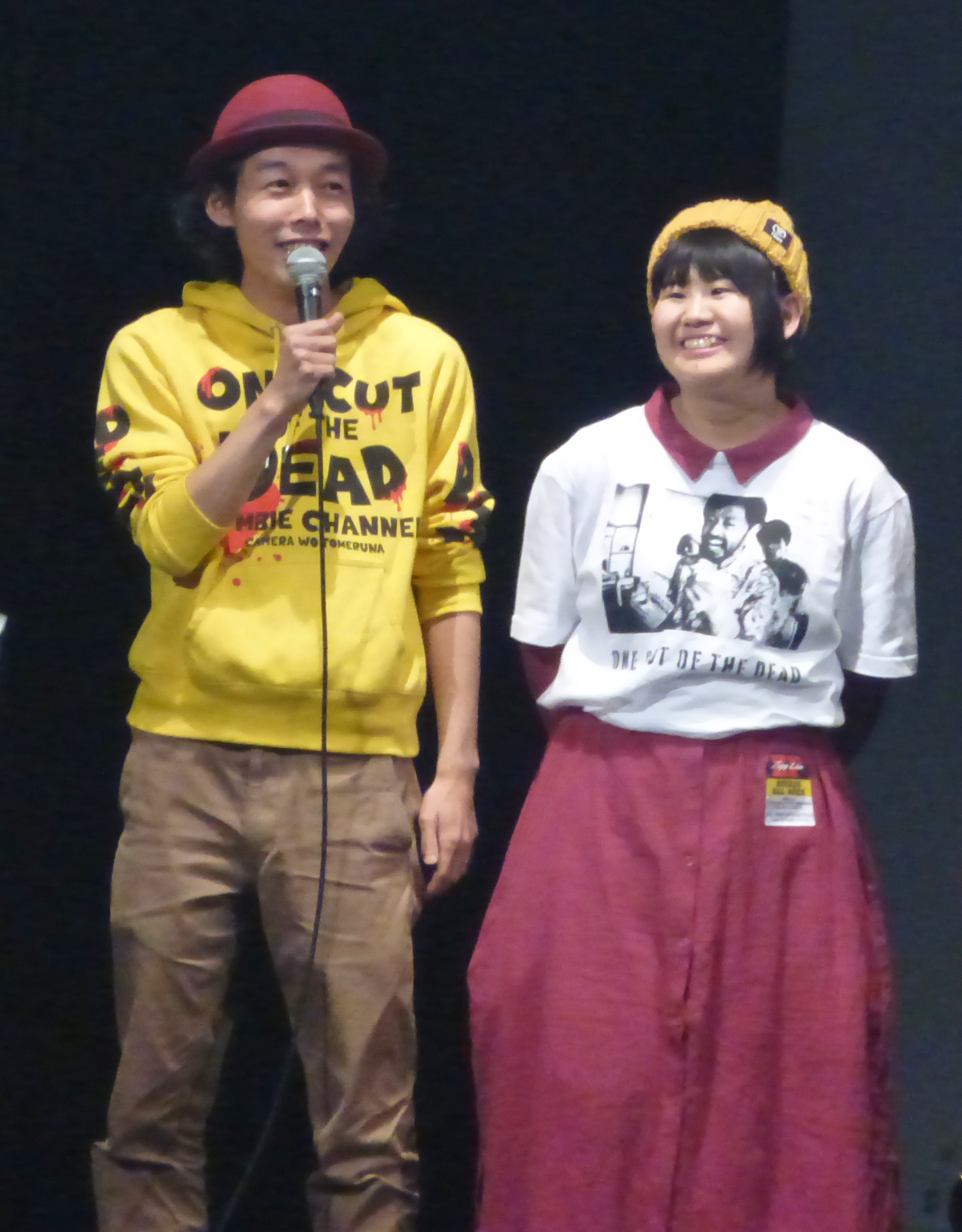
2018年11月、『カメラを止めるな!』のイベントに登壇する上田と妻のふくだみゆき（右）

好きな言葉は「一生青春」。好きな食べ物はチャンジャ。天然パーマをカモフラージュするために帽子をかぶっており、それがトレードマークになっている。
作風として、「100年後に観てもおもしろい映画」をスローガンとしており、コメディ作品、エンタテインメント作品を中心に制作する。特定のテーマやメッセージを設けることはあまり意識せず、そういったものは自然と滲み出るものだという持論がある。作品の登場人物は芸事を志す情けない男性を主人公に据えることが多く、逆に女性は強い人物が登場する傾向にある。これらの登場人物の設定が多い理由として、コメディ作品にしやすいからであると自己分析している。また、娘に嫌われたくない父親を登場させることも多い。
制作の現場では上田が上から指示するのではなく、他の撮影や録音などのスタッフも横一列に並んで一緒に映画を作るように意識し、スタッフ誰もがアイディアを出せる雰囲気を作り出している。「とにかく楽しんで映画を作る」というスタイルであり、実際に上田の作品に出演した俳優の牟田浩二は「スタッフ、キャストが遊んでいるような感じ」と制作現場を表現している。本当のトラブルなど、二度と撮れないような「ライブ感」のある映像を好む。また、周囲から「やめとけ」と諭されると逆に燃えるタイプであると語ってる。
上田の作品によく登場する俳優として、山口友和、牟田浩二、細井学などが挙げられる。
影響を受けた人物として、松本人志（ダウンタウン）、三谷幸喜、吉田戦車などを挙げている。高校卒業時にはお笑い芸人になろうという考えもあったという。
2012年頃より「PANPOKOPINA」に参加していたふくだみゆきとの同棲生活を始め、2014年12月12日に結婚し、2017年に息子が誕生している。夫婦それぞれの監督作品が国内の映画祭で複数回受賞を果たしており、インディペンデント映画界では夫婦監督として知られた存在だった。著名な映画賞では2人とも毎日映画コンクールの受賞を経験している。映画監督の山岸謙太郎は2人を「勢いの上田、味わいのふくだ」と表現している。脚本作りの際にはふくだの遠慮のない意見が助けになっていると言い、女性ならではの視点を積極的に取り入れている。

## エピソード
- 高校2年生の夏休み、友人2人とともにいかだで琵琶湖の横断を決行したことがある。安曇川町から出発したが波が高くなり漂流し、携帯電話で救助を要請。対岸の彦根市柳川町に辿り着けたが、現地の警察官に保護され、新聞沙汰になる騒動となった[1][82]。
- 2006年頃、mixiにて岡本太郎や高橋歩を初めとした著名人をテーマとした様々なコミュニティに「自分、○○（コミュニティの主題の人物）、超えます」というトピックを立て、ヒッチハイク中の自身の写真とともに映画監督に対する夢を語ったり回っていた。コミュニティに無関係な自己宣伝を注意する意見があっても頑として聞かなかったという。このエピソードはニコニコ生放送『久田将義×吉田豪のタブーなワイドショー』（2018年7月21日配信）で、書評家の吉田豪によって明かされ「つらい人だった」と話された[83]。当時、上田を諭そうとした人物の中に吉田の他、クイズ研究家の西野ヒロシもいた。同配信内で「行動力は異常にあるが、方向性が完全に間違っている人だった。正しく映画に方向に向けた結果、結果を残すようになった」と評されている。このエピソードは、『週刊漫画ゴラク』Vol.2623の「聞き出す力」にて吉田豪が再度触れており、「若かりし痛さが正しい方向に向かえば大成するかも知れない。だれがどうなるかは分からないものなのだ！」と締めくくった。上田は、ニコニコ生放送での配信内容を書き起こしたみやーんZZによるブログ記事にツイッター上で触れ、吉田と西野に謝辞を述べている[84]。上田の妻のふくだもこの話題に触れ、「ちゃんとできるのは映画だけで、私生活は今も相当ポンコツ」と語った[85]。
- 映画を撮っていない20代前半の時期、幾度か騙されて借金を抱えていたが、これらの出来事に悲観的にはならず頻繁にブログに書き留めてエンタテインメントとして昇華していた[86]。小説の自費出版を始めた頃には2ちゃんねるで上田をウォッチするスレッドが立てられ、あまりにもポジティブであることから「ワクテカ」というあだ名を付けられていた[87]。
- 2015年に結婚式場を舞台とした短編映画『テイク8』を制作しているが、クランクインの4日前に自身の結婚式を挙げている[88][89][90]。ただし、式場の場所は異なる。結婚式ではフラッシュモブを敢行し[91]、その様子を収めた映像が父親のYouTubeアカウントから投稿されている[92]。上田は結婚披露宴を最高傑作のエンターテインメントに仕上げようと気合を入れ込み過ぎ、当初は予算300万円程度だったところ、最終的に600万円程度に膨れ上がってしまったという[93]。
- 劇場用長編映画デビュー前、第40回日本アカデミー賞（2016年度）の授賞式のテレビ放送を妻のふくだと見ていた際に、ふくだから「何年でいける？」と問われ、上田は「3年くれ」と答えたという。その後、3年経たずして、第42回日本アカデミー賞（2018年度）にて上田の監督作『カメラを止めるな!』が8部門での優秀賞受賞を果たし、上田は「現実が夢を追いぬいた」と綴っている[94]。
- 作品賞を受賞した第61回ブルーリボン賞（2018年度）の授賞式に出席した際、緊張のあまり壇上で「とても勇気のある東スポ映画大賞に感謝したい」と賞の名前を言い間違えて挨拶をしてしまった[95]。
- 第73回毎日映画コンクール（2017年度）のアニメーション映画賞を妻のふくだの作品が受賞。プロデューサーを務めた上田は観客席からふくだのスピーチを聞いていたといい、「次は俺の番だ」と心に誓っていたという。その翌年に上田は第74回毎日映画コンクール（2018年度）の監督賞を受賞し、夫婦で2年連続受賞する快挙を達成した[96]。表彰式後の取材では「二人三脚でやってきている。去年は妻が目立って、今年は僕が目立って、イーブンになってよかった」と笑いながら語っている[97]。また、上田のツイッターでは、第73回受賞時、第74回受賞時で全く同じ構図の夫婦のツーショット写真を投稿している[98]。
- 2019年9月、令和元年房総半島台風（台風15号）の影響で成田国際空港の交通網が遮断され「陸の孤島」と化し、1万人以上が缶詰め状態となった。『カメラを止めるな!』のDVDのプロモーションのために行った韓国から帰国した上田と同行したPANPOCOPINA代表の鈴木伸宏もその被害に遭い、2人で空港から離れる手段や宿泊先を歩いて探し回ったり、食糧調達に奔走したりする様を逐一Twitterに投稿。到着から約11時間後にバスで空港を離れることができたが、ファンからは心配の声が挙がると同時に「リアルドラクエ」「上田監督の長編作品第3段制作決定！『#陸の孤島から脱出せよ』」などといった反応も呼んでいた[99]。空港内にいるときには毎日新聞社の取材も受けており、同社ウェブサイトで空港の様子を報じた記事ではその際の動画も使われた[100]。
- 2021年10月4日、創作や仕事に集中するため、しばらくSNSから離れることを決め、Twitterのアカウントを削除予定であることをツイートした[101]。これに関連して、今後の上田の活動についてはPANPOCOPINAの公式Twitterで知らせられることもあわせてツイートされた[102]。同月31日にTwitterアカウントを復帰した[103]。
- 2024年公開の『アングリースクワッド 公務員と７人の詐欺師』の撮影中にコロナウイルスに罹患し、一部シーンは自宅からモニターにて現場を確認しながら演出を行うリモートディレクションを決行。それまでは、現場を走り回るタイプだったが、この経験を機に、渦中にいると見えないものがあったことに気づき、以前ほど走り回らなくなったという[104]。

## 作品

### 映画
- お米とおっぱい。（2011年） - 監督・脚本・編集
- カメラを止めるな!（2017年） - 監督・脚本・編集・共同原作
- イソップの思うツボ（2019年） - 監督（中泉裕矢・浅沼直也と共同）・脚本
- スペシャルアクターズ（2019年） - 監督・脚本・編集・宣伝プロデューサー
- ポプラン（2022年） - 監督・脚本・編集
- アングリースクワッド 公務員と7人の詐欺師（2024年） - 監督

### 短編映画
★のついた作品はDVD「上田慎一郎ショートムービーコレクション」（2019年8月28日発売）に収録。
- マゾヒスティック・バースデイ-サンクチュアリ編-（2009年） - 監督[105]
- 恋する小説家（2011年）★ - 監督・脚本・編集
- ハートにコブラツイスト（2012年）★ - 監督・脚本・撮影・照明[注 3]
- 彼女の告白ランキング（2014年）★ - 監督・脚本・撮影・編集[注 4]
- Last Wedding Dress（2014年）★ - 監督・脚本・編集[注 4]　※八王子日本閣製作
- 猫まんま（2015年） - 監督・脚本[注 5]
- テイク8（2015年）★ - 監督・脚本・編集[注 4]　※八王子日本閣製作
- ナポリタン（2016年）★ - 監督・脚本・編集[注 4]　※シミズオクト製作
- ナニカの断片「サングラス」「炊飯器」「ガゼルがパインツ」（2017年） - 監督・脚本・撮影・編集　※短編オムニバス[106]
- ヘタクソで上手な絵（2017年）★ - 監督・脚本[107][108][注 6]
- たまえのスーパーはらわた（2018年）★ - 監督・脚本　※吉本興業「地域発信型映画」
- 正装戦士スーツレンジャー（2018年）★ - 監督・脚本（松本純弥と共同）[注 7]　※THE SUIT COMPANY製作[110]
- カメラを止めるな!リモート大作戦!（2020年） - 監督・企画・脚本・編集[111]
- ユメミの半生（2021年）[注 8]
- ウワキな現場（2021年）[112][注 9]

#### 縦型短編映画
- キミは誰?（2022年） - 監督
- 説明台詞オブ・ザ・デッド（2023年） - 監督
- 告白（2023年） - 監督
- レンタル部下（2023年） - 監督

### VR映画
- ブルーサーマルVR -はじまりの空-（2018年） - 監督・脚本[113]

### アニメ映画
- 100日間生きたワニ（2021年） - 監督・脚本（ともにふくだみゆきと共同）

### テレビ番組
- 白昼夢 番組内ドラマ「白昼夢 OF THE DEAD」（2018年9月、フジテレビ） - 監督[114]

### ウェブドラマ
- くちびるWANTED（2018年12月、AbemaTV） - 監督（本広克行、杉本達、木村好克と共同）[115]

### ウェブ番組
- 相席食堂プライムビデオSP もし有名監督が相席食堂のディレクターだったら 第1・2回（2023年7月27日、Prime Video） - ディレクター[116]

### 舞台
- ふたり芝居「正当防衛」（2012年、ワニズホール） - 作・演出[12]
- Moratorium Pants第7回公演「恋する小説家」（2014年、OFF・OFFシアター） - 作・演出（橋本昭博と共同）[117]

### MV
- ill hiss clover「SOS」（2014年）

### 広告映像
- CODEO Special Short Film.1「嬉し涙と悔し涙のまんなか」（2015年） - 監督・脚本　※骨伝導ヘッドホン「CODEO」PRムービー
- CODEO Special Short Film.2「お裾分け」（2016年） - 監督・脚本　※骨伝導ヘッドホン「CODEO」PRムービー[118]
- リポビタンD PR用WEBムービー「カンシャを止めるな!」（2019年）

## 参加作品

### 映画（参加作品）
- ホラープロジェクト「古潤茶」（2011年） - 編集助手（阿部恍沙穂・南翔也・政成和慶と共同）
  - エコエコアザラク -黒井ミサ ファースト・エピソード-（監督：古賀新一）
  - 富夫（監督：伊藤潤二）
  - 惨劇館-ブラインド-（監督：御茶漬海苔）
- JUDGEMENT（2012年、監督：辻岡正人） - 監督助手
- 老獄/OLD PRISON（2012年、監督：辻岡正人） - 脚本（水野聖子・辻岡正人と共同）
- さらば大戦士トゥギャザーV（2016年、監督：松本純弥） - 製作補
- 冷たいキス（2018年、監督：曽根剛） - 助監督・編集
- 横須賀綺譚（2019年、監督：大塚信一） - 監督補[119]
- 永遠の1分。（2022年、監督：曽根剛） - 脚本[120]
- キャメラを止めるな!（2022年、監督：ミシェル・アザナヴィシウス） - 原案（和田亮一と共同）・日本語吹替版監修[121]

### 短編映画（参加作品）
- マインツ〜ある精神科医の物語〜（2010年、監督：西垣拓人） - 脚本・撮影
- プレイバック・プレイボール（2011年、監督：南翔也） - 脚本・編集[122]
- サンタからの贈り物（2012年、監督：山本尚志） - プロデュース
- 夢見ぬ少年（2012年、監督：山羊博之） - 撮影・プロデュース
- きっと忘れない（2013年、監督：柴山健次） - 原作・脚本（柴山健次と共同）[注 10]　※DVD「黒振り袖を着る日〈柴山健次監督作品集 Vol.2〉」収録
- マシュマロ×ぺいん（2013年、監督：ふくだみゆき） - プロデュース・撮影・編集
- こんぷれっくす×コンプレックス（2015年、監督：ふくだみゆき） - プロデュース・編集
- 満腹探偵クウコ（2016年、監督：耳井啓明） - 助監督[123]
- 耳かきランデブー（2017年、監督：ふくだみゆき） - 助監督（松本純弥と共同）・編集[124]　※吉本興業「地域発信型映画」
- うたた寝の少女（2018年、監督：山羊博之） - 助監督[125]

### ウェブドラマ（参加作品）
- カメラを止めるな! スピンオフ ハリウッド大作戦!（2019年3月、AbemaTV、監督：中泉裕矢） - 製作総指揮・脚本

### その他（参加作品）
- 「大喜利天下一武道会」第11回〜第15回 撮影・編集・DVD制作（2010年 - 2014年）[126][127][128][129]
- Moratorium Pants演劇動画作品「ヒットナンバー」撮影監督（2013年）[117]
- 『カメラを止めるな!』Blu-ray 特典映像「ENBU OF THE DEAD」（2017年） - 脚本・編集
- 謙遜ラヴァーズ「ポンデミックスガール feat.渡辺リコ」ミュージックビデオ（2019年） - 監修[130]
- TBSスター育成プロジェクト 私が女優になる日＿ 番組内企画「ナリキリ!」（2021年11月 - ） - 演技指導[131]

## 著書
- ドーナツの穴の向こう側（2008年8月、文芸社）ISBN 978-4286049731
  - ドーナツの穴の向こう側（新装版）（2018年11月、星海社）ISBN 978-4065142004

## 出演

### 映画（出演）
- 横須賀綺譚（2020年7月11日公開、監督：大塚信一） エキストラ出演[132]

### 短編映画（出演）
- 恋する小説家（2011年、監督：上田慎一郎） - 上田慎一郎（本人） 役
- ハートにコブラツイスト（2012年、監督：上田慎一郎）
- マシュマロ×ぺいん（2013年、監督：ふくだみゆき） - テレビ声 役
- Last Wedding Dress（2014年、監督：上田慎一郎）
- 帰ラないマン（2017年、監督：岩崎友彦） - 主演・帰ラないマン（スーツアクター・声） / 上田隊員 役（1人2役）　※オムニバス映画「大怪獣チャランポラン祭り 鉄ドン」の一編[133]
- 死霊軍団 怒りのDIY（2021年、監督：中元雄） - ゾンビに食い殺される市民 役[134]　※オムニバス映画「DIVOC-12」の一編

### テレビ番組（出演）
- あしたのSHOW 第46・47回（2018年2月15日・22日、TOKYO MX）[10]
- 男おばさん!!（2018年6月16日・2019年8月17日・2020年6月6日、フジテレビTWO）
- 報道ステーション（2018年8月17日、テレビ朝日） - コメンテーター[135]
- ワイドナショー（2018年8月19日、フジテレビ） - ゲスト[72]
- 5時に夢中!（2018年8月21日[136]・2019年10月15日、TOKYO MX） - ゲストコメンテーター
- シブヤノオト and more FES.（2018年9月8日、NHK総合）
- 白昼夢（2018年9月9日・16日、フジテレビ）
- 人生が変わる1分間の深イイ話（2018年10月1日、日本テレビ）[28]
- THE突破ファイル（2018年10月25日、日本テレビ）
- 毒学〜良薬にも劇薬にもなる成功のヒミツ〜（2018年10月27日、日本テレビ）[137]
- 中居正広の金曜日のスマイルたちへ（2018年11月16日、TBS）
- ベストアーティスト2018（2018年11月28日、日本テレビ）
- 超逆境クイズバトル!! 99人の壁 今年の顔! カメ止め上田監督が緊急参戦! 二朗を止めるな2時間SP（2018年12月15日、フジテレビ） - スペシャルワンマッチゲスト
- 『カメラを止めるな!』世界を席巻!? 映画祭アツアツ珍道中inインドネシア（2018年12月25日、TOKYO MX）
- 金曜ロードSHOW!『カメラを止めるな!』（2019年3月8日、日本テレビ） - スタジオ出演、副音声[138]
- アナザーストーリーズ 運命の分岐点「“カメラを止めるな!”〜低予算×無名が生んだ奇跡〜」（2019年5月21日、NHK BSプレミアム）
- アウト×デラックス（2019年8月15日、フジテレビ）
- 桂文珍の演芸図鑑（2019年8月18日、NHK総合）
- ニノさん 拡大SP（2019年10月6日、日本テレビ）「アインシュタイン 笑いの方程式」 - 審査員ゲスト[139]
- きらきらアフロTM（2019年10月16日、テレビ東京）
- 先人たちの底力 知恵泉（2020年4月14日、NHK Eテレ）[140][141]
- トゲアリトゲナシトゲトゲ（2021年11月2日、テレビ朝日）[142]
- THE GREATEST SHOW-NEN（2021年12月18日、ABCテレビ） - 特別公演「新幹線にて」演出

### インターネットテレビ（出演）
- 映画『カメラを止めるな！』を一緒に見よう。（2018年6月22日、ニコニコ生放送）[143]
- 自主映画のチカラ Vol.3（2018年6月23日、K'z Station）
- けやきヒルズ（2018年8月2日、AbemaTV）[144]
- 失敗楽（2018年9月5日、Schoo）
- 田中圭24時間テレビ（2018年12月15日・16日、AbemaTV）[115]
- スピートワゴン小沢の19時の21時だけはクリぼっちなんて言わせNight（2018年12月25日、AbemaTV）[145]
- トークを止めるな!（2019年1月3日、AGARUTV）[146]
- 金曜ロードSHOW!『カメラを止めるな!』生解説（2019年3月8日、Twitter・Facebook・YouTube・ニコニコ生放送）[138]
- 7.2 新しい別の窓（2019年10月6日、AbemaTV）「インテリゴロウ」
- 超ニコニコインフォ@ニコニコネット超会議2020（2020年4月18日、ニコニコ生放送）
- 逆境プレゼンテーション（2021年3月18日、auスマートパスプレミアム）[147]

### ラジオ（出演）
- 未来授業 Vo.1514 - 1517（2018年10月15日 - 18日、TOKYO FM）[148]
- 上田慎一郎のオールナイトニッポン0 (ZERO)（2018年12月15日、ニッポン放送） パーソナリティ[149]
- 爆笑問題の日曜サンデー（2021年7月4日・TBSラジオ)ここは赤坂応接間 - ゲスト

### 広告映像（出演）
- リポビタンD PR用WEBムービー「カンシャを止めるな!」（2019年）

## 受賞歴
※ここでは表彰対象が本人のもののみを記載。
- 2018年
  - ファンタスティック・フェスト2018 ホラー部門 最優秀監督賞（『カメラを止めるな!』）[150]
  - 第10回TAMA映画賞 特別賞（本人と『カメラを止めるな!』のキャスト・スタッフ一同に対して）[151]
  - 第6回Webグランプリ Web人部門 Web人 of the year[152]
  - 第23回新藤兼人賞 プロデューサー賞（『カメラを止めるな!』 / 市橋浩治、豊島雅郎とともに受賞）[153]
  - 第13回KINOTAYO現代日本映画祭ソレイユ・ドール 観客賞（グランプリ）（『カメラを止めるな!』上田慎一郎監督）[154]
- 2019年
  - 第9回ロケーションジャパン大賞 監督賞（『カメラを止めるな!』）[155]
  - 2019年 エランドール賞 プロデューサー賞（田中友幸基金賞）奨励賞（市橋浩治とともに受賞）[156]
  - 第73回毎日映画コンクール 監督賞（『カメラを止めるな!』）[157][リンク切れ]
  - 第28回東京スポーツ映画大賞 監督賞（『カメラを止めるな!』）[158]
  - 第23回日本インターネット映画大賞 日本映画部門 監督賞（『カメラを止めるな!』）[159]
  - 第42回日本アカデミー賞[160][161]
    - 最優秀編集賞（『カメラを止めるな!』）
    - 優秀監督賞（『カメラを止めるな!』）
    - 優秀脚本賞（『カメラを止めるな!』）

  - 第59回日本映画監督協会新人賞（『カメラを止めるな!』）[162][リンク切れ]
  - 第38回藤本賞・新人賞（『カメラを止めるな!』）[163]
  - 滋賀県 文化奨励賞[42][44]